# Liste der Monuments historiques in Pierre-la-Treiche
Die Liste der Monuments historiques in Pierre-la-Treiche führt die Monuments historiques in der französischen Gemeinde Pierre-la-Treiche auf.

## Liste der Immobilien
| Bezeichnung                       | Beschreibung | Standort                                                       | Kennzeichnung | Schutzstatus | Datum | Bild           |
| --------------------------------- | --- | -------------------------------------------------------------- | ------------- | ------------ | ----- | -------------- |
| Priorat St-Nicolas-de-la-Rochotte | Kapelle und Wohnhaus, um 1541                                                                                                 | westlich des Ortes (Lage)                                      | PA54000019    | Inscrit      | 2000  | weitere Bilder |
| Höhle Trou de Sainte Reine        | verzweigte Karsthöhle; im Eingangsbereich Reste einer Eremitage des 18. Jahrhunderts, im Inneren vorgeschichtliche Fundplätze | nördlich des Ortes auf dem gegenüberliegenden Moselufer (Lage) | PA00106329    | Classé       | 1910  | weitere Bilder |

## Liste der Objekte
| Bezeichnung                              | Beschreibung                                                     | Standort                                                | Kennzeichnung | Schutzstatus | Datum | Bild |
| ---------------------------------------- | ---------------------------------------------------------------- | ------------------------------------------------------- | ------------- | ------------ | ----- | ---- |
| Kruzifix                                 | Holz, farbig gefasst, Anfang des 18. Jahrhunderts                | in der Kirche St-Christophe (Lage)                      | PM54002073    | Inscrit      | 2015  |      |
| Skulptur Madonna mit Kind                | Stein, farbig gefasst, Anfang des 18. Jahrhunderts               | in der Kirche St-Christophe (Lage)                      | PM54000712    | Classé       | 1984  |      |
| Skulptur Heiliger Christophorus (1)      | Holz, farbig gefasst, Ende des 16. Jahrhunderts                  | in der Kirche St-Christophe (Lage)                      | PM54001781    | Inscrit      | 1984  |      |
| Skulptur Heiliger Christophorus (2)      | Stein, farbig gefasst und vergoldet, Anfang des 17. Jahrhunderts | in der Kirche St-Christophe (Lage)                      | PM54001782    | Inscrit      | 1984  |      |
| Kommunionbank                            | Schmiedeeisen, vergoldet, bezeichnet 1790                        | in der Kirche St-Christophe (Lage)                      | PM54000713    | Classé       | 1984  |      |
| Gemälde Martyrium des heiligen Sebastian | Ölfarbe auf Leinwand, vergoldeter Holzrahmen, um 1840            | in der Kirche St-Christophe (Lage)                      | PM54001783    | Inscrit      | 1996  |      |
| Gemälde Madonna mit Kind                 | Ölfarbe auf Leinwand, vergoldeter Holzrahmen, um 1840            | in der Kirche St-Christophe (Lage)                      | PM54001784    | Inscrit      | 1996  |      |
| Frachtkahn Le Pierre la Treiche          | Péniche der Freycinet-Klasse, 1949 gebaut                        | westlich des Ortes auf dem Gelände des Kieswerks (Lage) | PM54002074    | Inscrit      | 2015  |      |